# Gun Barrel City
Gun Barrel City è un centro abitato degli Stati Uniti d'America situato nella contea di Henderson dello Stato del Texas.
La popolazione era di 5.672 persone al censimento del 2010.

## Geografia fisica
Gun Barrel City è situata a 32°19′44″N 96°08′11″W (32.328980, -96.136406).
Secondo lo United States Census Bureau, ha un'area totale di 13.5 square kilometers (5.2 sq mi). 13.3 km² (5.1 sq mi) di terreno e 0.1 km² (0.96%) d'acqua.

## Società

### Evoluzione demografica
Secondo il censimento del 2000, c'erano 5.145 persone, 2.163 nuclei familiari e 1.498 famiglie residenti nella città. La densità di popolazione era di 1.000,5 persone per miglio quadrato (386,5/km²). C'erano 2.736 unità abitative a una densità media di 532,0 per miglio quadrato (205,5/km²). La composizione etnica della città era formata dal 94,23% di bianchi, l'1,11% di afroamericani, lo 0,76% di nativi americani, lo 0,76% di asiatici, l'1,32% di altre razze, e l'1,83% di due o più etnie. Ispanici o latinos di qualunque razza erano il 3,60% della popolazione.
Il 26,4% di tutti i nuclei familiari erano individuali e il 13,9% aveva componenti con un'età di 65 anni o più che vivevano da soli. Il numero di componenti medio di un nucleo familiare era di 2,36 e quello di una famiglia era di 2,82.
La popolazione era composta dal 21,8% di persone sotto i 18 anni, il 7,0% di persone dai 18 ai 24 anni, il 23,7% di persone dai 25 ai 44 anni, il 25,0% di persone dai 45 ai 64 anni, e il 22,6% di persone di 65 anni o più. L'età media era di 43 anni. Per ogni 100 femmine c'erano 93,7 maschi. Per ogni 100 femmine dai 18 anni in giù, c'erano 89,6 maschi.
Il reddito medio di un nucleo familiare era di 30.075 dollari e quello di una famiglia era di 34.321 dollari. I maschi avevano un reddito medio di 33.872 dollari contro i 21.563 dollari delle femmine. Il reddito pro capite era di 21.046 dollari. Circa il 13,1% delle famiglie e il 14,9% della popolazione erano sotto la soglia di povertà, incluso il 21,6% di persone sotto i 18 anni e il 9,7% di persone di 65 anni o più.